# Lista de prêmios e honras recebidos por Audrey Hepburn
Audrey Hepburn recebeu inúmeros prêmios e também foi honrada diversas vezes em sua carreira. Hepburn ganhou, e foi indicada por seu trabalho em longas-metragens, na televisão, no teatro e posteriormente por seu trabalho humanitário. Ela foi indicada cinco vezes ao Óscar, e ganhou o Óscar de melhor atriz em 1954, por sua atuação em Roman Holiday e o Prêmio Humanitário Jean Hersholt em 1993, postumamente, por seu trabalho humanitário. Hepburn em sua carreira, ganhou três estatuateas (de cinco indicações) na segunda maior premiação da história do cinema, BAFTA Awards, na categoria de melhor atriz protagonista, além de receber uma prêmio especial em 1992. Hepburn recebeu dez indicações aos Prêmios Globo de Ouro, vendendo duas e recebeu o honorário Prêmio Cecil B. DeMille em 1990. Ela também ganhou o Tony Award em 1954, por sua atuação na peça Ondine, e recebeu um Special Tony Award em 1968.
Postumamente, Hepburn também recebeu uma série de prêmios e honras, incluindo um Emmy Award por sua série televisiva Gardens of the World with Audrey Hepburn, e também um Grammy Award pelo seu álbum falado Audrey Hepburn's Enchanted Tales. Hepburn é um das poucas pessoas que venceram o Emmy, o Grammy, o Óscar e o Tony. Ela foi homenageada em selos postais dos Estados Unidos e tem uma estrela na Calçada da Fama. O American Film Institute reconheceu repetidamente seu talento, colocando Hepburn em terceiro lugar na lista das 100 maiores estrelas femininas de todos os tempos e colocando vários de seus filmes como protagonista em suas listas de 100 melhoras filmes.

## Prêmios e indicações

### Academy Awards
O Academy Awards, popularmente conhecido como o Oscar, é apresentado anualmente pela Academy of Motion Picture Arts and Sciences (AMPAS) para reconhecer a excelência dos profissionais da indústria cinematográfica. Hepburn foi indicada a cinco prêmios competitivos, vencendo uma vez. Além disso, ela recebeu o Prêmio Humanitário Jean Hersholt postumamente. O filho de Hepburn, Sean H. Ferrer, aceitou o prêmio em seu nome.
| Ano                      | Nomeado                | Categoria                        | Resultado  |
| ------------------------ | ---------------------- | -------------------------------- | ---------- |
| 1954                     | Roman Holiday          | Melhor Atriz                     | Venceu     |
| 1955                     | Sabrina                | Melhor Atriz                     | Indicado   |
| 1960                     | The Nun's Story        | Melhor Atriz                     | Indicado   |
| 1962                     | Breakfast at Tiffany's | Melhor Atriz                     | Indicado   |
| 1968                     | Wait Until Dark        | Melhor Atriz                     | Indicado   |
| Prêmios não competitivos |                        |                                  |            |
| 1993                     | —                      | Prêmio Humanitário Jean Hersholt | Recipiente |

### BAFTA Awards
O BAFTA Awards, concedido pela British Academy of Film and Television Arts (BAFTA), é uma premiação anual para celebrar a excelência em filmes, televisão, artes da televisão, videogames e tipos de animação. Hepburn foi indicado cinco vezes por um prêmio competitivo, vencendo três. Além disso, ela recebeu o prêmio Lifetime Achievement Award em 1992.
| Ano                      | Nomeado         | Categoria              | Resultado  |
| ------------------------ | --------------- | ---------------------- | ---------- |
| 1954                     | Roman Holiday   | Melhor Atriz Britânica | Venceu     |
| 1955                     | Sabrina         | Melhor Atriz Britânica | Indicado   |
| 1957                     | War and Peace   | Melhor Atriz Britânica | Indicado   |
| 1960                     | The Nun's Story | Melhor Atriz Britânica | Venceu     |
| 1965                     | Charade         | Melhor Atriz Britânica | Venceu     |
| Prêmios não competitivos |                 |                        |            |
| 1992                     | —               | BAFTA Special Award    | Recipiente |

### Emmy Awards (Primetime)
O Primetime Emmy Awards, apresentado pela Academy of Television Arts & Sciences (ATAS), homenageia o entretenimento televisivo do horário nobre americano. Hepburn recebeu um Emmy Award postumamente.
| Ano  | Nomeado                                  | Categoria                                              | Resultado |
| ---- | ---------------------------------------- | ------------------------------------------------------ | --------- |
| 1993 | Gardens of the World with Audrey Hepburn | Melhor Performance Individual num Programa Informativo | Venceu    |

### Golden Globe Awards
O Golden Globe Awards é apresentado anualmente pela Hollywood Foreign Press Association (HFPA) para reconhecer realizações notáveis na indústria do entretenimento, tanto nacionais como estrangeiras, e para concentrar a atenção do público sobre o melhor em filmes e televisão. Hepburn foi 10 vezes indicada, vencendo duas vezes. Além disso, ela recebeu o Prêmio Cecil B. DeMille em 1990.
| Ano                      | Nomeado                | Categoria                          | Resultado  |
| ------------------------ | ---------------------- | ---------------------------------- | ---------- |
| 1954                     | Roman Holiday          | Melhor Atriz em Filme Dramático    | Venceu     |
| 1955                     | —                      | Prêmio Henrietta – Feminino        | Venceu     |
| 1957                     | War and Peace          | Melhor Atriz em Filme Dramático    | Indicado   |
| 1958                     | Love in the Afternoon  | Melhor Atriz em Comédia ou Musical | Indicado   |
| 1960                     | The Nun's Story        | Melhor Atriz em Filme Dramático    | Indicado   |
| 1962                     | Breakfast at Tiffany's | Melhor Atriz em Comédia ou Musical | Indicado   |
| 1964                     | Charade                | Melhor Atriz em Comédia ou Musical | Indicado   |
| 1965                     | My Fair Lady           | Melhor Atriz em Comédia ou Musical | Indicado   |
| 1968                     | Two for the Road       | Melhor Atriz em Comédia ou Musical | Indicado   |
| 1968                     | Wait Until Dark        | Melhor Atriz em Filme Dramático    | Indicado   |
| Prêmios não competitivos |                        |                                    |            |
| 1990                     | —                      | Prêmio Cecil B. DeMille            | Recipiente |

### Grammy Awards
O Grammy Awards são apresentados anualmente pela National Academy of Recording Arts and Sciences dos Estados Unidos por realizações notáveis na indústria da música. Hepburn ganhou um Grammy Award postumamente.
| Ano  | Nomeado                          | Categoria                         | Resultado |
| ---- | -------------------------------- | --------------------------------- | --------- |
| 1994 | Audrey Hepburn's Enchanted Tales | Melhor Álbum Falado para Crianças | Venceu    |

### New York Film Critics Circle Awards
O New York Film Critics' Circle Awards são concedidos anualmente para homenagear a excelência no cinema em todo o mundo por uma organização de revisores de cinema de publicações sediadas em Nova York. Hepburn ganhou duas de suas seis indicações competitivas.
| Ano  | Nomeado               | Categoria    | Resultado |
| ---- | --------------------- | ------------ | --------- |
| 1953 | Roman Holiday         | Melhor Atriz | Venceu    |
| 1955 | Sabrina               | Melhor Atriz | Indicado  |
| 1957 | Love in the Afternoon | Melhor Atriz | Indicado  |
| 1959 | The Nun's Story       | Melhor Atriz | Venceu    |
| 1964 | My Fair Lady          | Melhor Atriz | Indicado  |
| 1968 | Wait Until Dark       | Melhor Atriz | Indicado  |

### Screen Actors Guild Awards
O Screen Actors Guild Awards, apresentado pelo Screen Actors Guild (SAG), reconhece o excelente desempenho de seus membros. Hepburn recebeu o prêmio póstumo Life Achievement Award.
| Ano  | Nomeado | Categoria              | Resultado |
| ---- | ------- | ---------------------- | --------- |
| 1993 | —       | Life Achievement Award | Venceu    |

### Tony Awards
O Antoinette Perry Awards for Excellence in Theatre, mais conhecido como Tony Awards, reconhecem a realização em teatro americano e são apresentados pela American Theatre Wing e The Broadway League. Hepburn ganhou um Tony Award competitivo e recebeu o Special Tony Award em 1968.
| Ano                      | Nomeado | Categoria               | Resultado  |
| ------------------------ | ------- | ----------------------- | ---------- |
| 1954                     | Ondine  | Melhor atriz em um Peça | Venceu     |
| Prêmios não competitivos |         |                         |            |
| 1968                     | —       | Special Tony Award      | Recipiente |

### Outros reconhecimentos
Em reconhecimento ao seu trabalho nas artes cênicas, além dos prêmios acima mencionados, Hepburn recebeu várias outras honras. Em 1987, ela foi premiada com a Comandante da Ordem Nacional de Artes e Letras da França (Francês: Commandeur de L'Ordre des Arts et des Lettres) e foi homenageada com o Gala Film Tribute. Em 1991, ela recebeu o American Academy of Achievement's Golden Plate Award, um Prêmio Bambi honorário, e foi homenageada na Gala Tribute da Film Society of Lincoln Center e na Master Screen do USA Film Festival. Então, em 1992, Hepburn recebeu o George Eastman Award, dada por George Eastman House para contribuição distinta para a arte do cinema. Ela foi pós-humosamente premiada com o Crystal Awards de 1996 por seus esforços em expandir o papel das mulheres na indústria do entretenimento.

## Reconhecimento humanitário
Em reconhecimento ao seu trabalho humanitário, Hepburn recebeu as seguintes honras:
1976
- Prêmio Humanitário do Variety Club de New York

1988
- Prêmio Internacional Danny Kaye da UNICEF para Crianças

1989
- Prêmio Humanitário do Instituto para o Entendimento Humano Internacional

1990
- Sétima baile anual da UNICEF homenageou Hepburn

1991
- Prêmio do Campeão das Crianças do Conselho da UNICEF de Washington
- Certificado de Mérito para a Embaixada do UNICEF
- Prêmio Humanitário Internacional da Variety Clubs
- Prémio Sindaci per L'infanzia" (Presidentes das Crianças) da UNICEF
- Prêmio de Campeão Internacional de Crianças do Instituto da Criança
- Prêmio Sigma Theta Tau Internacional Audrey Hepburn, em homenagem a Hepburn, concedido a indivíduos em reconhecimento por seu trabalho internacional em prol das crianças

1992
- Presidente honorário e palestrante do prêmio Alan Yvwn Feinstein World Hunger Awards realizado na Brown University
- UNICEF Presidential Medal of Freedom

1993
- Medalha Presidencial da Liberdade da UNICEF

2000
- Prêmio Legado Viver do Centro Internacional das Mulheres por "contribuições impressionantes para a humanidade e legados duradouros dados à humanidade"

2002
- Escultura de bronze intitulada "O Espírito de Audrey", do escultor John Kennedy, instalada na praça pública da sede da UNICEF em Nova York

2006
- A Sustainable Style Foundation inaugurou o Style & Substance Award em homenagem a Audrey Hepburn para reconhecer indivíduos de alto perfil que trabalham para melhorar a qualidade de vida de crianças em todo o mundo (o prêmio foi concedido a Hepburn postumamente e recebido pelo Audrey Hepburn Children's Fund)

## Reconhecimento de estilo
- Hepburn foi uma das duas únicas pessoas a usar o Tiffany Diamond[3] (o outro sendo Sheldon Whitehouse)
- Hepburn era um membro da International Best Dressed List e foi elevado ao seu Hall of Fame em 1961.
- Foi incluída na People como uma das "50 pessoas mais bonitas do mundo" em 1990

## Outras honras

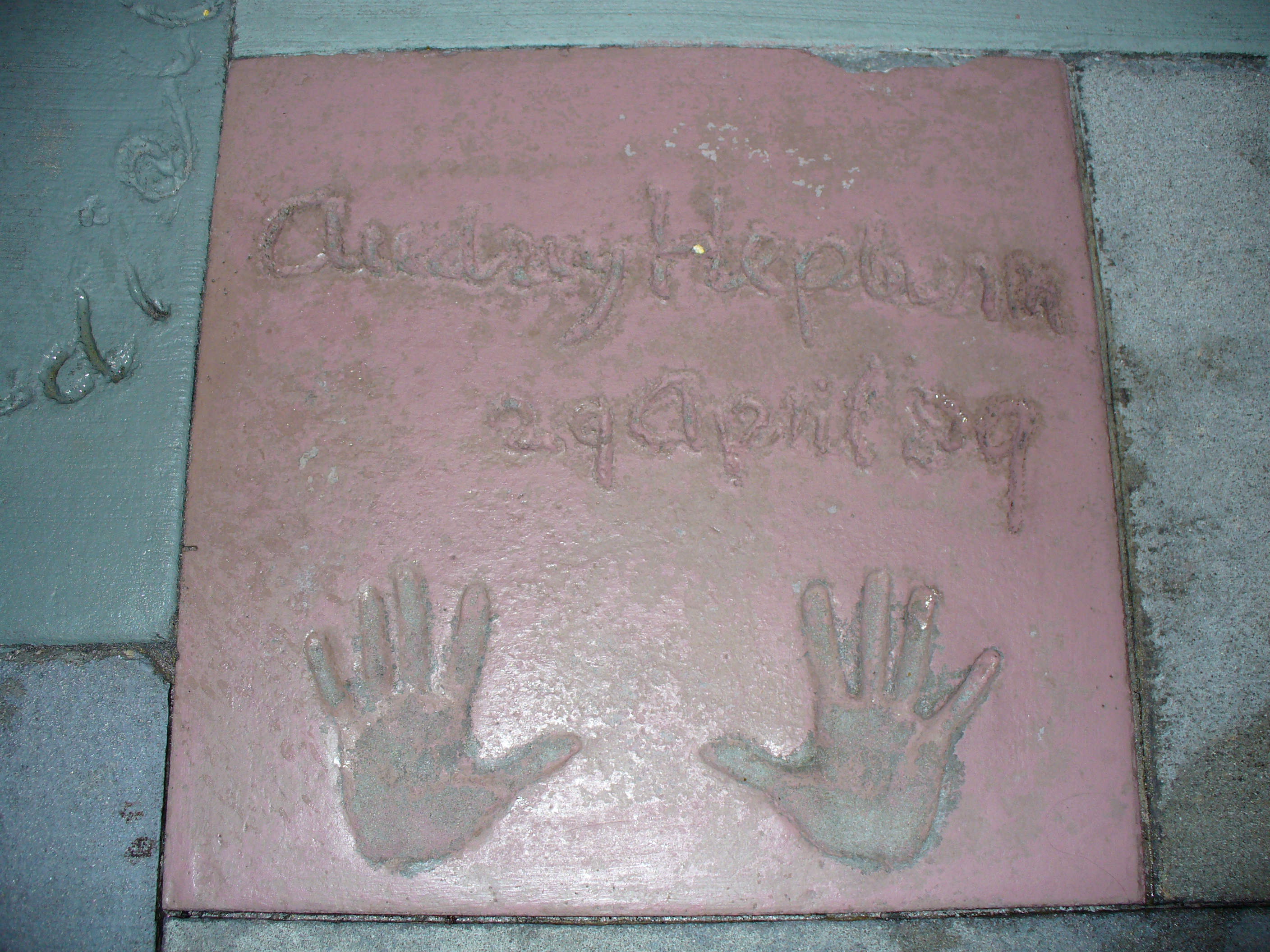
As impressões da mão de Hepburn em frente do The Great Movie Ride no parque Walt Disney World.

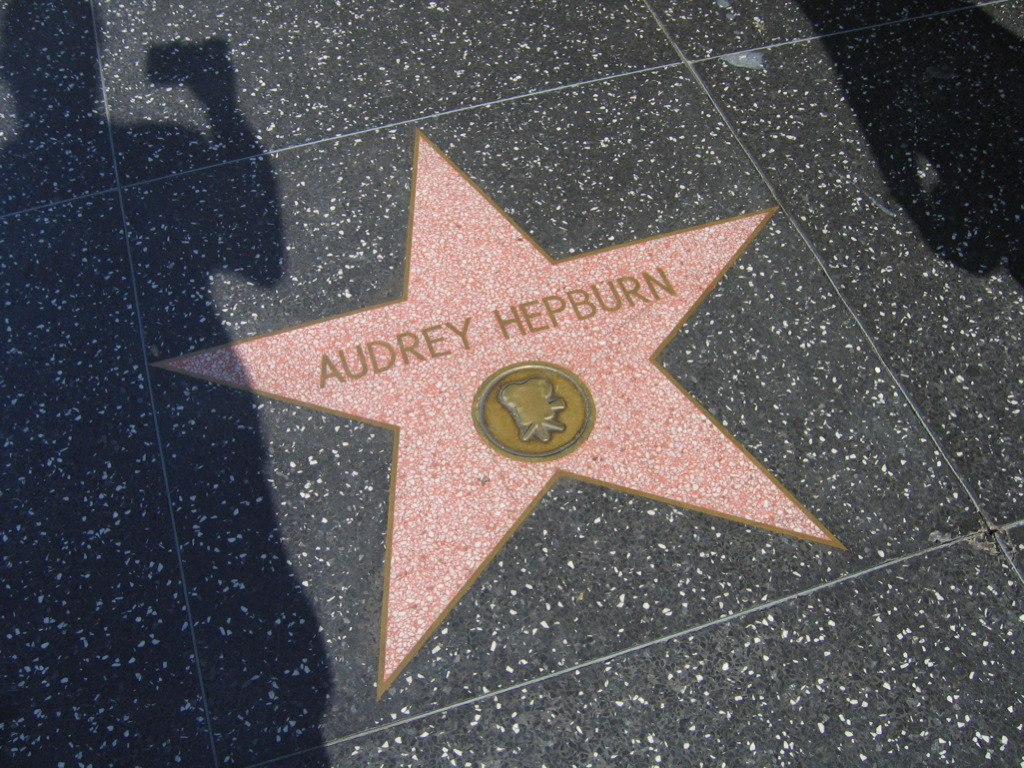
A estrela de Hepburn na Calçada da Fama

- Ela tem uma estrela na Calçada da Fama na 1652 Vine Street.
- Ela recebeu "A Chave da Cidade" em cinco cidades americanas: Chicago e Indianapolis em 1990; Fort Worth, Texas em 1991; e San Francisco e Providence, Rhode Island em 1992.
- Em 1990, ela foi homenageada com uma nova tulipa híbrida em seu nome como uma homenagem à carreira da atriz e ao seu trabalho de longa data em nome da UNICEF, de acordo com o Netherlands Flowerbulb Information Center.[4] Uma cerimônia oficial de dedicação aconteceu na antiga mansão de sua família, Huis Doorn, em Doorn, Holanda.[5]
- Em 1991, ela foi homenageada com uma rosa em seu nome. A rosa foi criada por Jerry F. Twomey em Leucadia, Califórnia.[6]
- "Audrey Hepburn Day" foi proclamado em 28 de fevereiro de 1991 pelo prefeito de Fort Worth, Texas, e em 10 de abril de 1992 pelo prefeito de Providence, Rhode Island.
- Ela recebeu a Medalha Presidencial da Liberdade[7][8] da UNICEF em 1992.
- Em 2003, o Serviço Postal dos Estados Unidos emitiu um selo ilustrado por Michael J. Deas[9] honrando-a como uma lenda de Hollywood e humanitária. Tem um desenho dela que é baseado em uma foto publicitária do filme Sabrina. Hepburn é um dos poucos não-americanos a ser tão honrado.
- Em 2008, o Canada Post publicou uma série de cartões postais pré-pagos baseados no trabalho de Yousuf Karsh, um dos quais foi um retrato de Hepburn.[10]